# CXOU J132527.6-430023
CXOU J132527.6-430023 – czarna dziura o masie gwiazdowej położona w galaktyce NGC 5128, odległa od  Ziemi o ok. 12 milionów lat świetlnych. Pierwsza czarna dziura tego typu odkryta poza Galaktyką.
Czarna dziura została odkryta przy pomocy teleskopu kosmicznego Chandra w ramach badań prowadzonych przez Birmingham University, jej masa szacowana jest na około 10 mas Słońca.